# 베이안성
베이안성(중국어: 北安省, 병음: Bĕi'ān, 한국어: 북안성)은 만주국의 성이다. 약칭은 헤이(黑)이다. 오늘날 헤이룽장성(黑龙江省)의 북서부에 해당한다.
1939년 6월, 만주국 정부가 빈장성 쑤이화현(綏化), 왕쿠이현(望奎), 하이룬(海倫), 쑤이링현(綏稜), 칭청현(慶城), 톄리현(鐵驪), 룽장성 밍수이현(明水), 바이취안현(拜泉), 이안현(依安), 커산현(克山), 커둥현(克東), 베이안현(北安), 퉁베이현(通北), 더두현(德都), 넌장현(嫩江)을 통합하여 베이안성을 신설하였다. 1945년 8월, 만주국의 해체와 더불어서 자연 소멸하였다.

## 같이 보기
- 만주국의 행정 구역